# 哈特韋爾 (密蘇里州)
哈特韋爾（英語：Hartwell）是位於美國密蘇里州亨利縣的普查規定居民點。

## 歷史
哈特韋爾的郵局於1887年設立，其後於1968年停運。哈特韋爾曾為村，於1995年被除名。

## 人口
根據2020年美國人口普查的數據，哈特韋爾的面積為1.23平方千米，皆為陸地。當地共有人口15人，而人口密度為每平方千米12.2人。